# 溫瑙縣
溫瑙縣（Unnao district）是印度的一個縣，位於該國北部，由北方邦負責管轄，面積4,589平方公里，2011年人口3,110,595，人口密度每平方公里678人。

## 历史
玄奘曾于公元636年在根瑙杰停留了3个月。从这里他走了大约26公里的距离，到达了位于恒河东岸的Navadevakula市。这座城市的周长约5公里，有一座神庙，几座佛教寺院和佛塔。
26°33′00″N 80°28′48″E / 26.55000°N 80.48000°E